# Saint-Blaise (Svizzera)
Saint-Blaise (toponimo francese; in tedesco Sankt Blasien, desueto) è un comune svizzero di 3 284 abitanti abitanti del Canton Neuchâtel.

## Geografia fisica

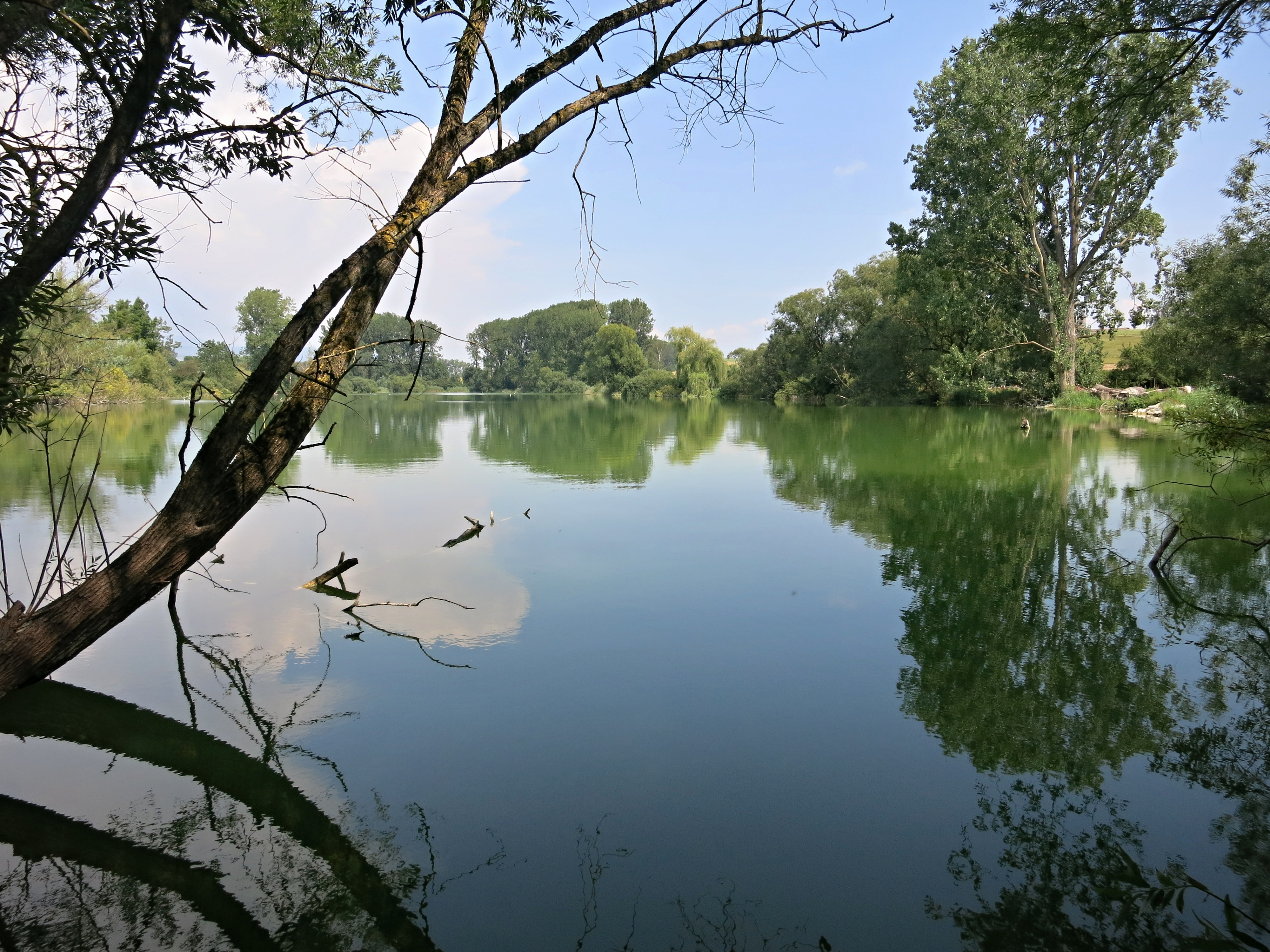
Il lago di Neuchâtel presso Saint-Blaise

Il territorio del comune di Saint-Blaise si estende ai piedi del monte Chaumont, all'estremità nordorientale del lago di Neuchâtel.

## Storia
Nel 1888 Saint-Blaise ha inglobato il comune soppresso di Voëns-Maley.

## Monumenti e luoghi d'interesse
- Chiesa parrocchiale riformata di San Biagio, attestata dal 1228[3];
- Chiesa parrocchiale cattolica di San Biagio, eretta nel 1939[3].

## Società

### Evoluzione demografica
L'evoluzione demografica è riportata nella seguente tabella:
Abitanti censiti

## Infrastrutture e trasporti
Saint-Blaise è servito dall'omonima uscita dell'autostrada A5, dalla strada principale 5, dalla stazione di Saint-Blaise CFF sulla ferrovia Losanna-Olten e da quella di St-Blaise-Lac sulla ferrovia Berna-Neuchâtel.